# Casa alla Rovescia
La Casa alla Rovescia è un edificio storico di Firenze, situato in borgo Ognissanti 12.

## Storia e descrizione
L'edificio è così detto per la sua anomalia architettonica, che vede i mensoloni di sostegno del terrazzo e i balaustri disposti capovolti. 
(Guido Carocci in Illustratore fiorentino)
Alla particolarità della costruzione si è data spiegazione con una bizzarria burocratica, tenendo presenti le restrizioni vigenti a Firenze, fin dal tempo del duca Alessandro de' Medici (disposizione del 1533), relative a mensole e balconi aggettanti sulla via, per cui tradizionalmente si è narrato lo strano caso della richiesta di autorizzazione alla costruzione del balcone, alla quale il granduca avrebbe risposto "Sì, alla rovescia", negando quindi il permesso ma permettendo al proprietario di mettere in pratica alla lettera la disposizione, che poi sarebbe stata accettata senza procedere alla demolizione del balcone, cioè di un elemento che veniva reputato estraneo alla tradizione toscana e legato a una tipologia "alla romana".
L'edificio, al di là di tale vicenda i cui contorni non sono al momento suffragati da documenti certi, presenta comunque caratteri seicenteschi, legati quindi al tempo in cui non era più duca Alessandro e la proprietà era di un certo Cristofano Baldovinetti, al tempo di Ferdinando I de' Medici.  I suoi discendenti la vendettero nel 1691 ai Cappelli, ai quali rimase fino al 1807 (si veda comunque quanto annotato da Carocci sia per la storia sia per le successioni).
Attualmente l'edificio si presenta distribuito su quattro piani organizzati su tre assi, con il portone decentrato a destra e con al primo piano un terrazzo molto aggettante e poggiante su quattro mensoloni capovolti e di inusitata altezza, provvisto di balaustri anche questi rovesciati. Al piano superiore il motivo si ripete nelle brevi balaustrate a filo muro che qualificano le finestre, ciascuna segnata da volute legate. Sui due sporti di negozio che insistono al terreno, sulla sinistra, è una insegna scialbata su cui emergono due tondi in marmo con teste femminili ed elementi alludenti alle arti della scultura e della pittura, databili al primo Novecento.